# Bleckwand
Bleckwand är ett berg i Österrike.   Det ligger i distriktet Salzburg-Umgebung och förbundslandet Salzburg, i den centrala delen av landet, 230 kilometer väster om huvudstaden Wien. Toppen på Bleckwand är 1 541 meter över havet.
Terrängen runt Bleckwand är kuperad åt sydväst, men åt nordost är den bergig. Närmaste större samhälle är Bad Ischl, 13,0 kilometer öster om Bleckwand. 
I omgivningarna runt Bleckwand växer i huvudsak blandskog. Runt Bleckwand är det ganska tätbefolkat, med 108 invånare per kvadratkilometer.